# Eparchie Latakia
Die Eparchie Latakia (lat.: Eparchia Laodicenus Maronitarum) ist eine in Syrien gelegene Eparchie der maronitischen Kirche mit Sitz in Latakia.

## Geschichte
Die Eparchie Latakia wurde am 16. April 1954 durch Papst Pius XII. als Apostolische Administratur Laodicea errichtet. Die Apostolische Administratur Laodicea wurde am 4. August 1977 durch Papst Paul VI. zur Eparchie erhoben und in Eparchie Latakia umbenannt.

## Ordinarien

### Apostolische Administratoren von Laodicea
- François Ayoub, 1954–1966
- Joseph Salamé, 1967–1977

### Bischöfe von Latakia
- Georges Abi-Saber OLM, 1977–1986, dann Weihbischof in Antiochien
- Antoine Torbey, 1986–2001
- Massoud Massoud, 2001–2012
- Elias Khoury Slaiman Slaiman, 2012–2015
- Antoine Chbeir, seit 2015